# 马鹏飞
马鹏飞（？—？），安徽桐城人，是一名清朝政治人物。
马鹏飞曾于1746年接替王镐任南汇县知县一职，同年由孔传祖接任。